# St. Martin megye
Saint Martin megye az Amerikai Egyesült Államokban, azon belül Louisiana államban található. Megyeszékhelye St. Martinville, legnagyobb városa Breaux Bridge. Lakosainak száma 51 767 fő (2020. április 1.). St. Martin megye Saint Landry, Pointe Coupee, Iberville, Iberia, Lafayette, Assumption és St. Mary megyékkel határos.

## Népesség
A megye népességének változása:
| Lakosok száma | 52 271 | 52 837 | 52 728 | 52 936 | 53 835 | 51 767 |
|               | 2010   | 2011   | 2012   | 2013   | 2015   | 2020   |